# 吴光磊
吴光磊（1921年—1991年），男，黑龙江宾县人，中国数学家，曾任北京大学教授、博士生导师。研究领域为微分几何。